# PaulusOrchester Stuttgart
Das PaulusOrchester Stuttgart ist ein Symphonieorchester aus fortgeschrittenen Laien und Instrumentallehrern. Es wurde 1983 durch Veronika Stoertzenbach mit gleichgesinnten Musikstudenten gegründet. 32 Jahre lang probte und spielte das Orchester unter ihrer Leitung in der Pauluskirche in Stuttgart-West.
Das Orchester bringt zwei- bis dreimal jährlich symphonische und oratorische Werke vor allem der Romantik, aber auch aus Barock, Klassik und Moderne zur Aufführung. Dabei arbeitete es mit dem Paulus-Chor unter seinem früheren Dirigenten Dieter Kurz und mit jungen Musikern zusammen.
Sowohl Stoertzenbach wie Dieter Kurz haben sich Ende 2015 von den Ensembles der Pauluskirche verabschiedet. Ab dem Sommer 2016 leitete Sabine Steinmetz als neue Kantorin der Pauluskirche Chor und Orchester. Nach einem Auswahlprozess wählte das Orchester 2018 Frank Kleinheins zu seinem ständigen Dirigenten.